# 亞迦布
亞迦布，天主教译为阿加波（英語:Agabus）是《聖經·新約全書》裡少數提及過的先知之一。有關他的描述只在《使徒行傳》第11章27-28節提及過，他曾與其他先知一起，預言在公元41年至45年期間會發生的一場大饑荒：
“當那些日子，有幾位先知從耶路撒冷下到安提阿。內中有一位名叫亞迦布，站起來，借著聖靈指明天下將有大饑荒。這事到革老丟年間果然有了。”(徒11:27-28)
根據聖經所記載，他後來在該撒利亞碰到保羅，並向他警告在耶路撒冷有人會對他不利。(徒21:10-12)
有神學家猜測，他可能是耶穌70位門徒之一。